# 横岳 (八ヶ岳)

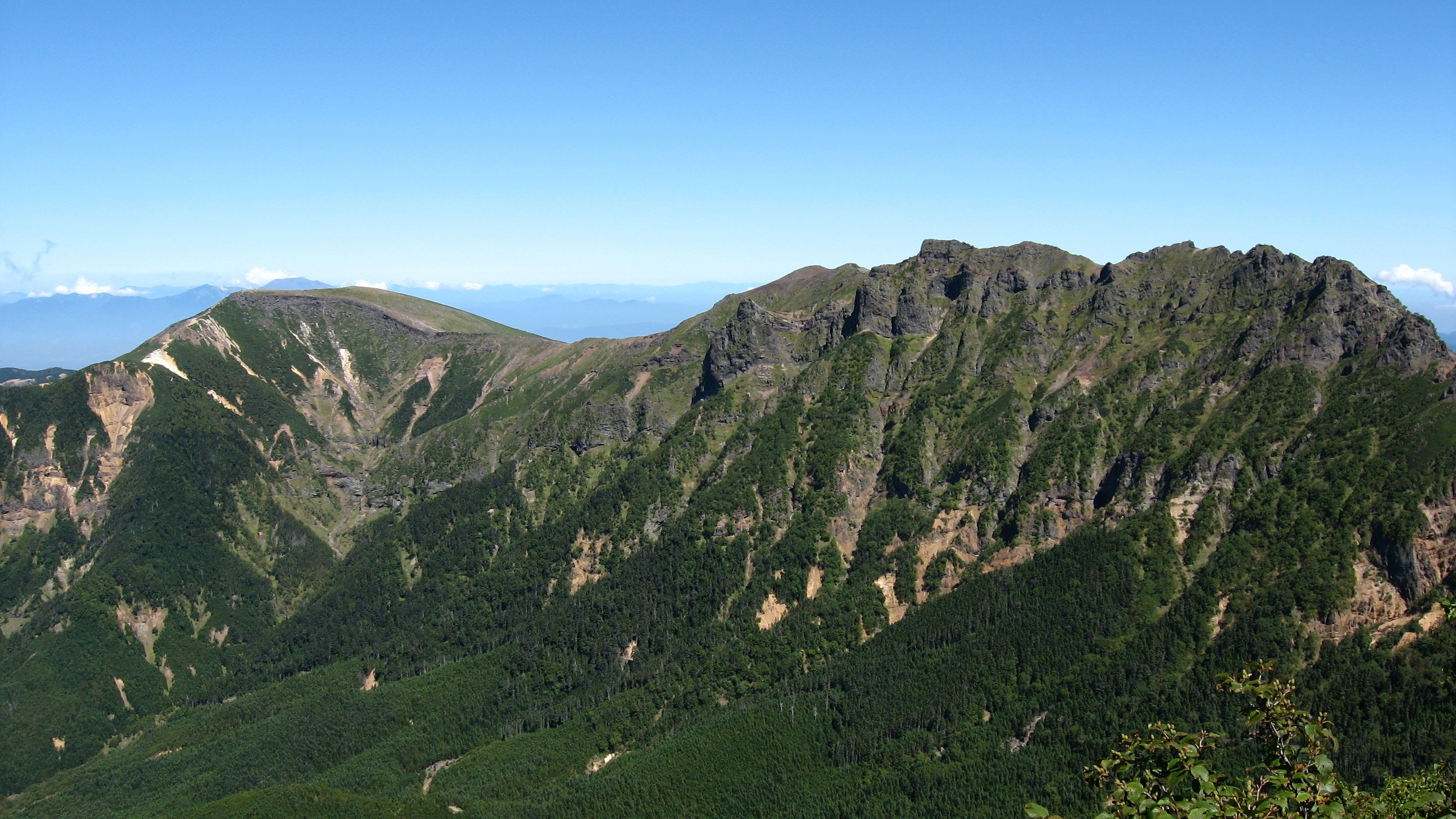
阿弥陀岳より見た横岳（右）と硫黄岳（左）

横岳（よこだけ）は南八ヶ岳連峰にある山。標高は2,830 mで、八ヶ岳連峰のなかでは、最高峰赤岳に次ぐ高さである。八ヶ岳中信高原国定公園に属する。

## 概要
横岳の山頂は奥ノ院とも呼ばれる。山頂付近は、ギザギザと小ピークが連続しており、赤岳側から順に二十三夜峰、日ノ岳、鉾岳（ほこたけ）、石尊峰（せきそんほう）、三叉峰（さんしゃほう）、無名峰、奥ノ院と並んでいる。奥ノ院の山頂には2,829 mの山頂標が立っている。国土地理院地図上では横岳の標高ならびに山頂の位置は2,829mの無名峰とされていたが、2019年に山頂の位置が奥ノ院に変更され、その標高は2,830mとなった。
また稜線の西側に位置する大童心と小童心（国土地理院地図上の名称はそれぞれ大同心、小同心）は、岩登り・アイスクライミングの対象となっている。

## 主な登路
ふもとからの登山道としては、佐久側「海ノ口自然郷」からの杣添尾根の登山道があるほか、赤岳から硫黄岳に至る縦走路が山頂を通過する。佐久側からの登山道を使う登山者は比較的少なく、美濃戸口・赤岳鉱泉から赤岳 - 横岳 - 硫黄岳（またはその逆）というルートをとる登山者が多い。
夏季でも硫黄岳から硫黄岳山荘にむけて下ってきた辺りから横岳大同心、小同心を中心とした赤岳方面まで一帯の稜線を縦走する登山道は、吹き上げる西風の影響などから（時として足元が見えないほどの）濃霧に見舞われやすく、道を見失って迷ったり、落石、転落、スリップのおそれがある。横岳付近の登山道には同行者とはぐれた登山者の書置きや追悼登山の石積みが多く見られる。

### 熟練・上級者向け・バリエーションルート
中山尾根
中山乗越から取付き日ノ岳頂上へ続く岩稜ルート
日ノ岳稜
柳川北沢右俣を日ノ岳ルンゼと鉾岳ルンゼに分かつ岩稜ルート
日ノ岳ルンゼ
鉾岳ルンゼ
石尊稜
三叉峰ルンゼをつめて右に取付く石尊峰に続く岩稜ルート
三叉峰ルンゼ
三叉峰稜
無名峰南陵
無名峰ルンゼ
無名峰北稜
小同心ルンゼ
小同心右稜
小同心左稜
大同心ルンゼ
大同心稜
裏同心ルンゼ
小同心バンドルート
小同心チムニールート
小同心左岩峰クラックルート
小同心右岩峰正面ルート
小同心北壁ルート
大同心南陵
大同心北西稜
大同心正面壁右ルート
大同心雲稜ルート
大同心大凹角ルート
大同心Ｙ字ハングルート

## 山小屋
山頂北側の硫黄岳との間に硫黄岳山荘、南側の赤岳との間に赤岳天望荘がある。

## 関連画像

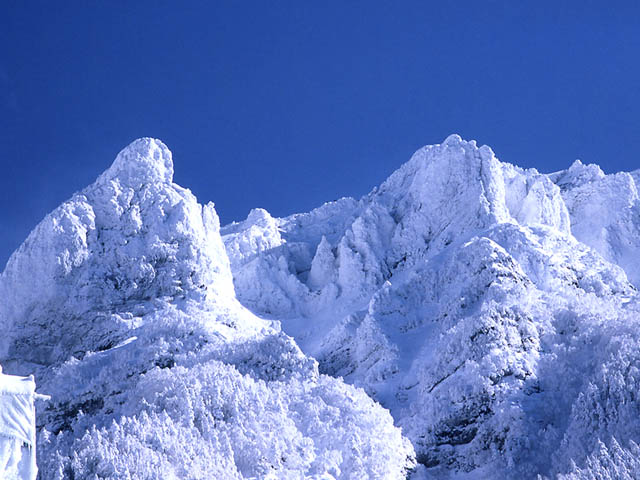
横岳大同心と小同心（2006年12月）
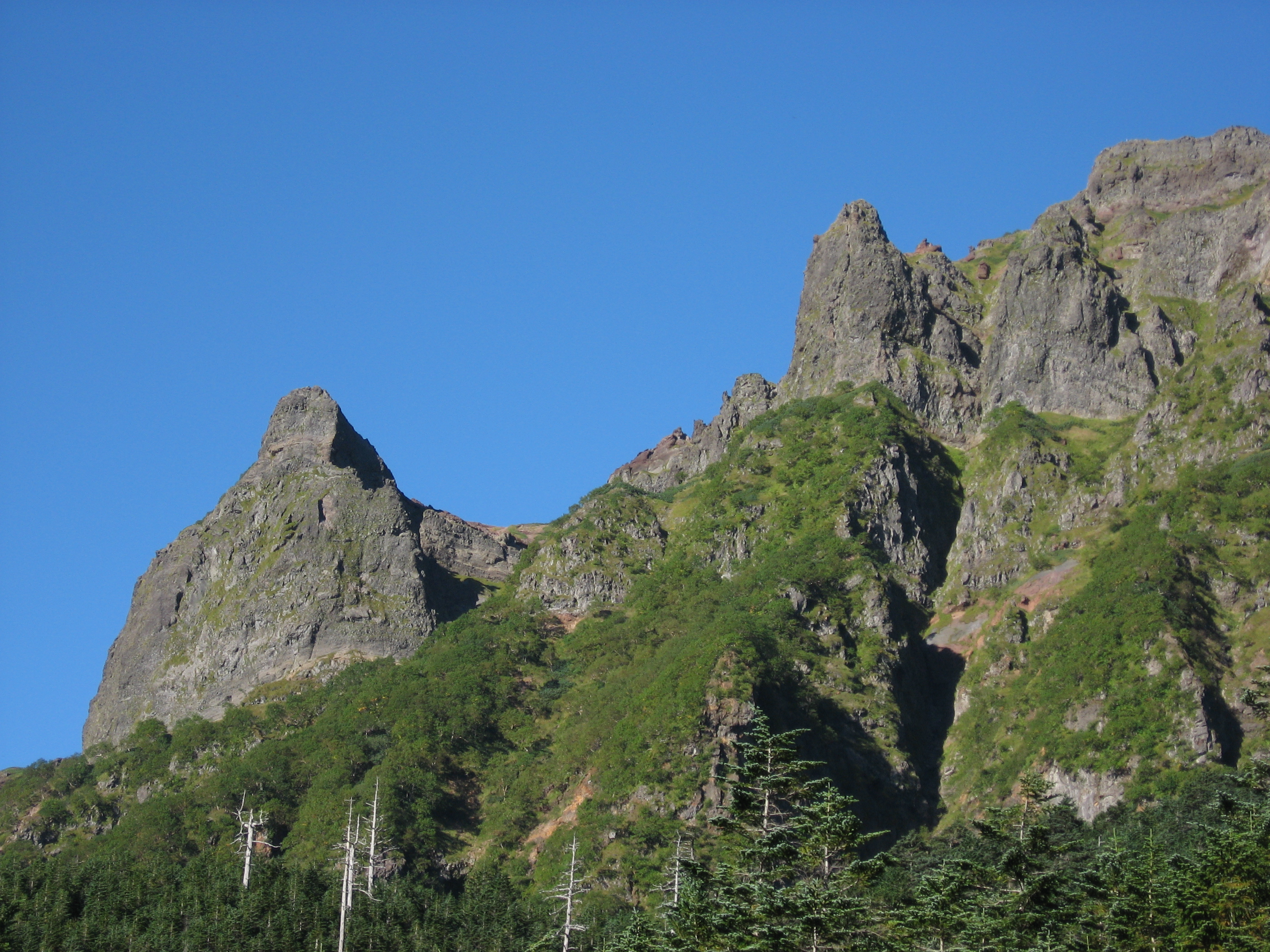
横岳大同心と小同心（2007年9月）
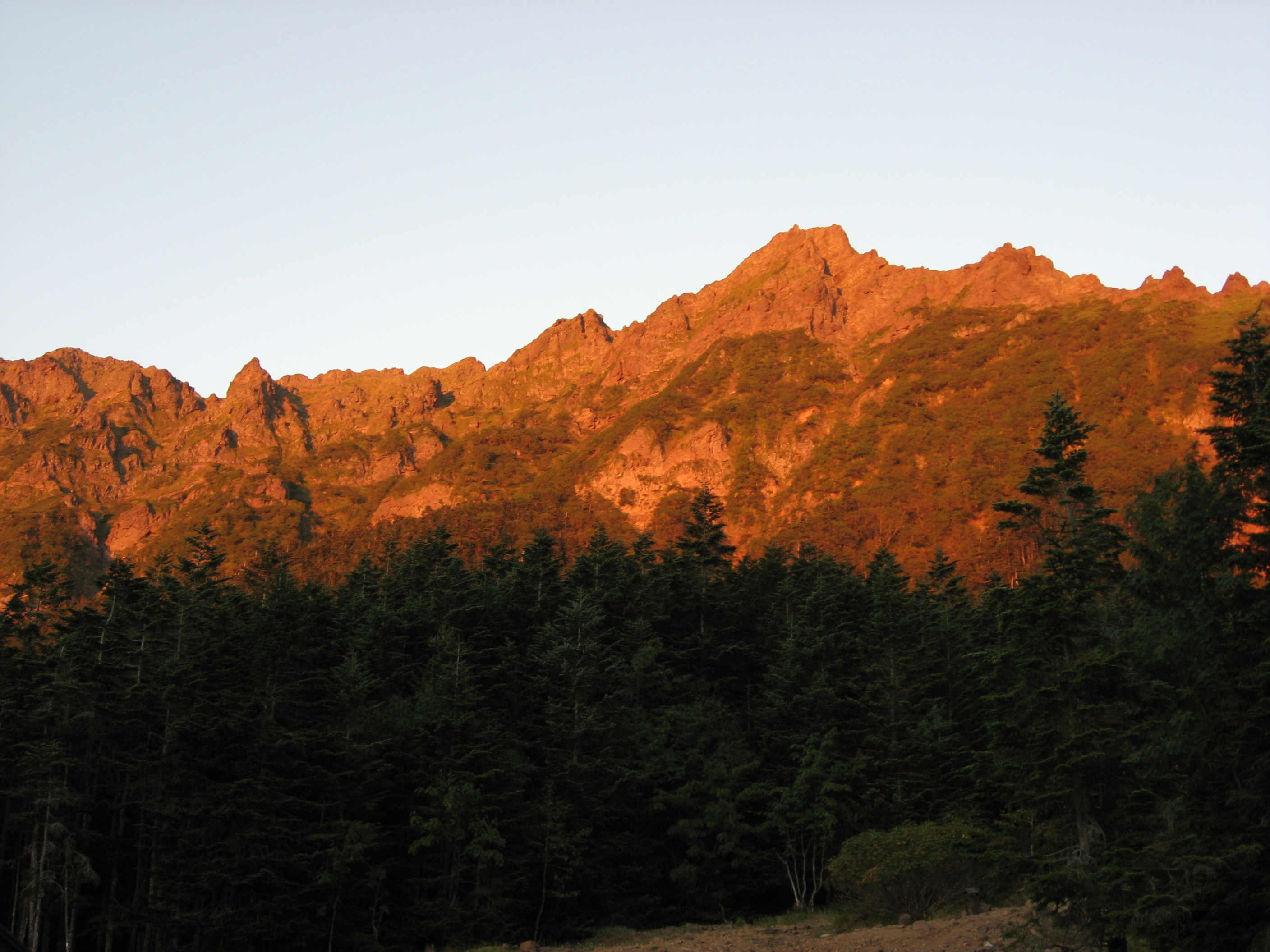
夕焼けに染まる横岳（2007年9月）
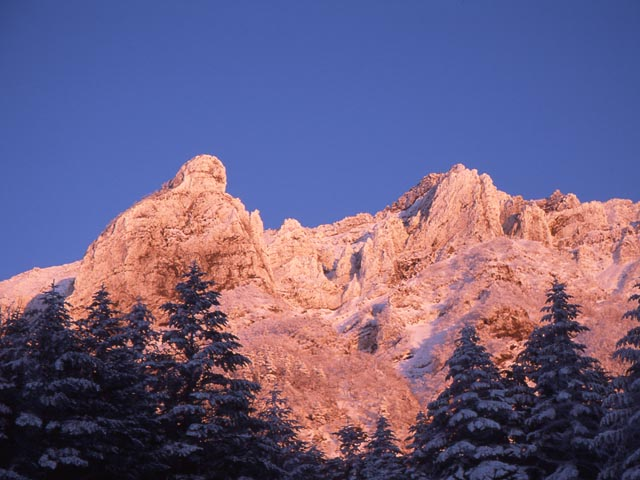
横岳大同心の夕暮れ（2008年12月）
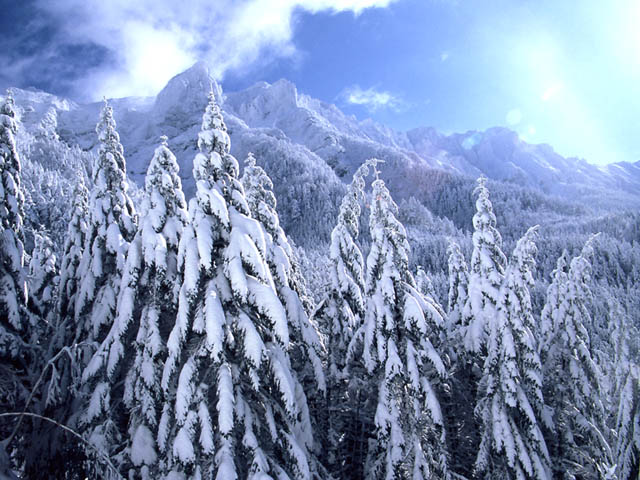
硫黄岳中腹より見た横岳（2006年12月）